# کاندیدای منچوری (فیلم ۲۰۰۴)
کاندیدای مَنچوری (به انگلیسی: The Manchurian Candidate) فیلمی در ژانر تریلر سیاسی به کارگردانی جاناتان دمی است که در سال ۲۰۰۴ منتشر شد.

## بازیگران
- دنزل واشینگتن
- مریل استریپ
- لیو شرایبر
- جان ویت
- کیمبرلی الیز
- ویرا فارمیگا
- تد لواین
- میگوئل فرر
- جفری رایت
- برونو گانتس
- دین استاکول
- تدی دون
- آنتونی مکی
- راجر کورمن
- جود سیکوللا
- انا دیویر اسمیت